# Apák kapui

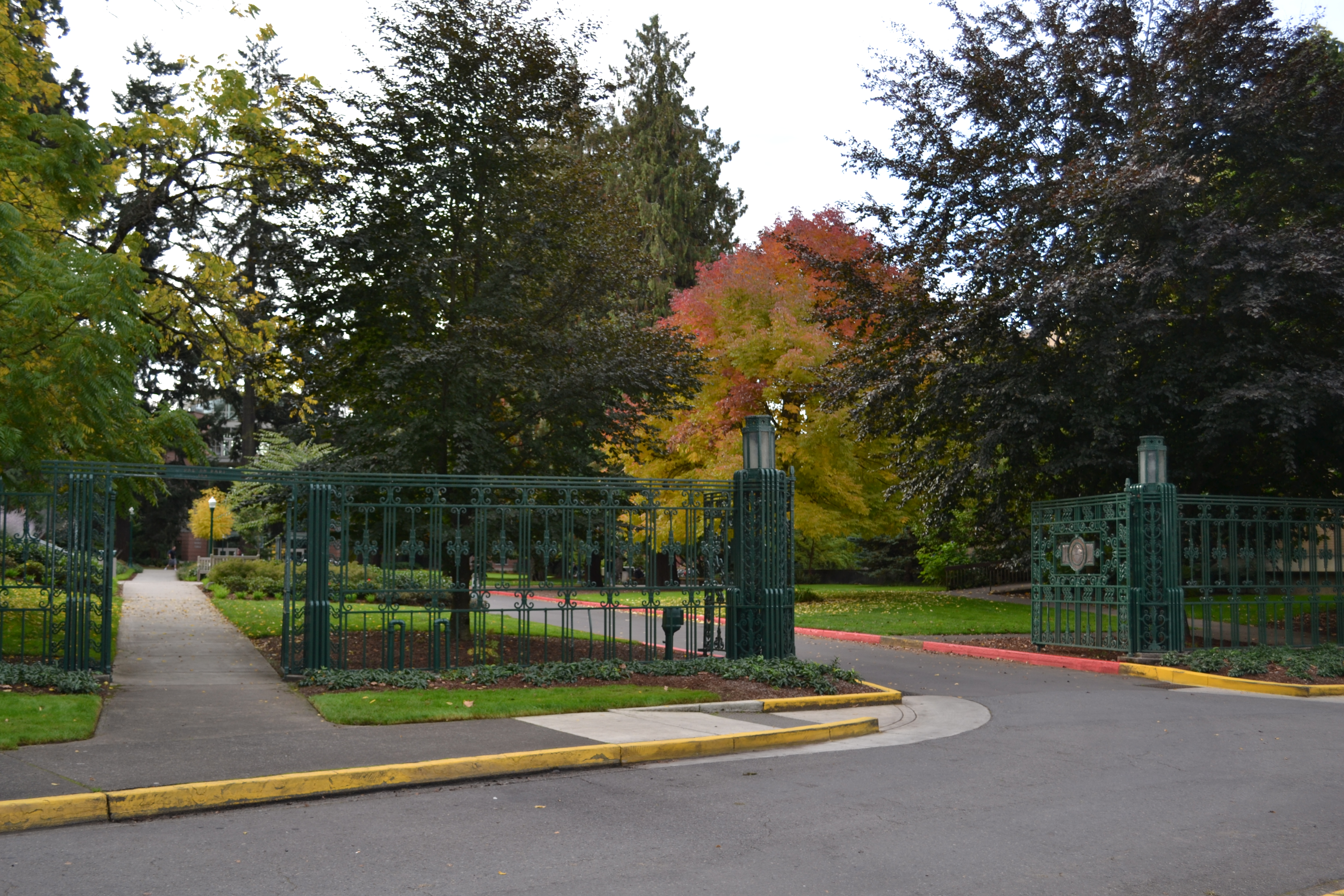
2011-ben

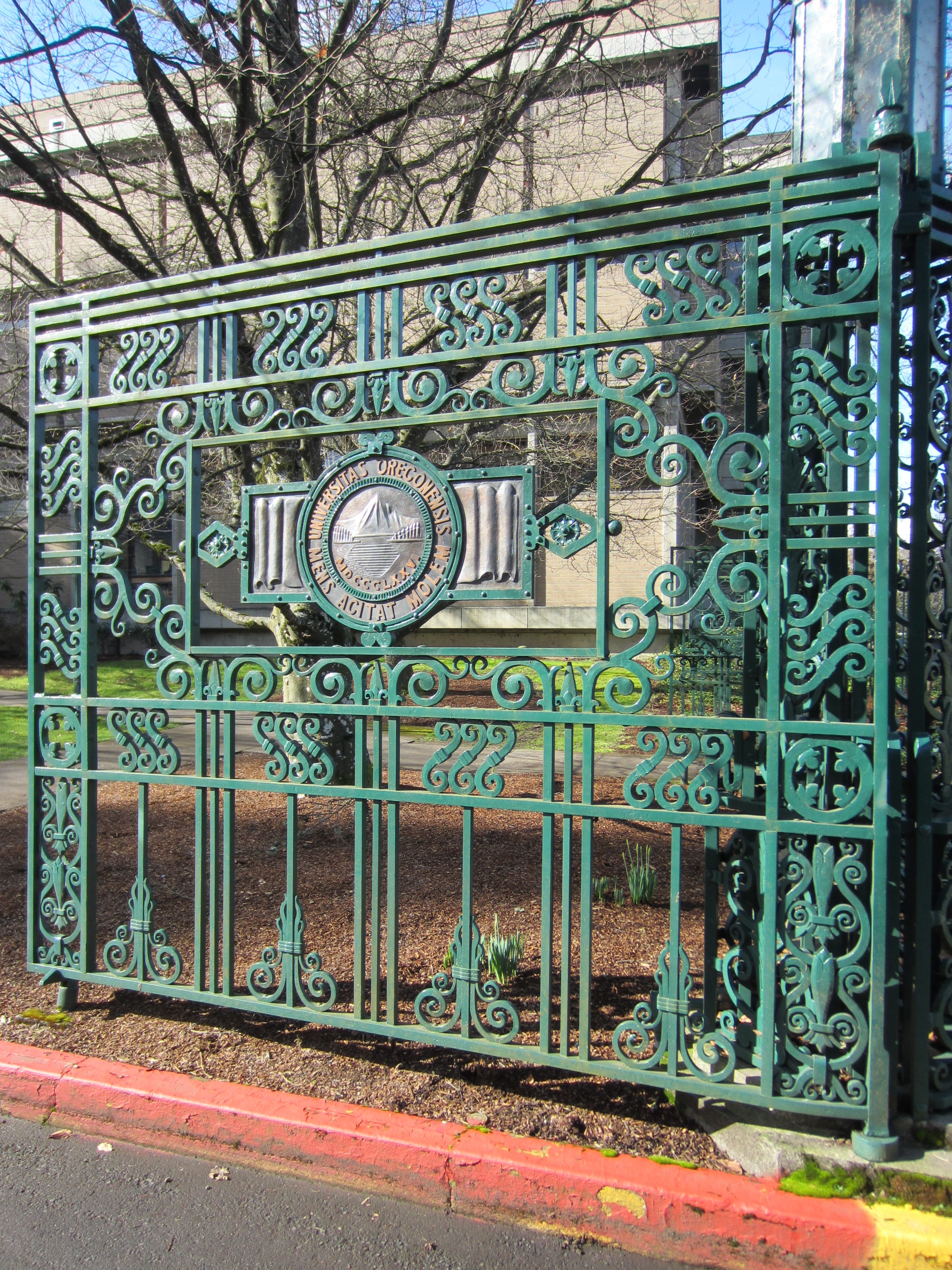
2013-ban

Az Apák kapui az Oregoni Egyetem vaskapui az Amerikai Egyesült Államok Oregon államának Eugene városában, a 11. sugárút Kincaid utca és Franklin sugárút közötti szakaszán. A kapukat a közmunkahivatal rendelte meg 1938-ban, hogy munkát adjanak a gazdasági válság miatt munkanélkülivé vált szakembereknek. 2004 óta szerepelnek a történelmi helyek jegyzékében.
A három méteres szárnyak közepén az egyetem bronzból készült pecsétje, a kapukon egyéb motívumok (például virágok) láthatók. A kapuszárnyakon az „Oregon Dads 1940” felirat olvasható, az oszlopok tetején világítótestek találhatók, amiket az 1941-es átadás után (valószínűleg 1946 és 1949 között) helyeztek ki.

## Gyártás
A kapukat Henry Abbott Lawrence segítségével Orion Benjamin Dawson készítette, aki a mesterséget középiskolában tanulta, az első világháborúban pedig lópatkolóként szolgált. Dawson nem publikált önéletrajzában leírta, hogy szerinte a kapuk tervei a leggyönyörűbbek, amiket valaha látott.
Dawson a közmunkahivatalon keresztül más intézményeknek is készített kovácsoltvas szerkezeteket.

## Átadás
Az Ellis F. Lawrence építész megrendelésére 1938-ban kezdődő munkálatokat a közmunkaprogram mellett javarészt Burt Brown Barker rektor, a közmunkahivatal művészeti osztályának igazgatója finanszírozta.
Kezdetben a költségeket 1500 dollárra becsülték, melyből ötszáz dollárt Baker, a fennmaradó ezret az oregoni apák finanszíroznak, azonban a végső költség 25 ezer dollár volt, melyből 1600-at Baker, ötezret az apák, a fennmaradó részt pedig a szövetségi kormány finanszírozta. Baker a szponzoroknak azt mondta, hogy a kapukból a más nyugati campusra nem jellemző panorámát láthatnak majd.
A projekt egyik célja a kovácsipar újraélesztése volt. A kapukat 1941. február 8-án, az apák hétvégéjén adta át Donald M. Erb rektor és Joseph F. Reisch „A kapuk nyitva, Apa.” mondattal, azonban a heves esőzés miatt az átadón csak kevesen vizsgálták meg őket közelebbről.

## Történelmi jelentőség
A történelmi helyek jegyzékébe való felvételhez történelmi jelentőség szükséges. Mind a közmunkahivatal, mind a nagy gazdasági világválság fontos szerepet töltöttek be Oregon és az Oregoni Egyetem történelmében. Másik fontos szempont a kiemelkedő művészi érték vagy a könnyű megkülönböztethetőség.

## Fordítás
- Ez a szócikk részben vagy egészben  a   Dads' Gates című angol Wikipédia-szócikk ezen változatának fordításán alapul.  Az eredeti cikk szerkesztőit annak laptörténete sorolja fel. Ez a jelzés csupán a megfogalmazás eredetét és a szerzői jogokat jelzi, nem szolgál a cikkben szereplő információk forrásmegjelöléseként.